# Сенегалска либия
Сенегалската либия, известна още като брадата либия (Lybius dubius), е вид птица от семейство Либиеви (Lybiidae).

## Разпространение
Видът е разпространен в Западна Африка в райони с изобилие от смокинови дървета.

## Описание
Това е сравнително голяма либия достигаща до 26 см на дължина. Има къс врат, голяма глава и къса опашка. Възрастните имат черна глава, гръб, опашка и гърди. Вратът и коремът са червени. Масивният клюн е много дебел и жълт, а добре развитата четина в основата му дава името на вида.

## Хранене
Храни се с плодове, въпреки че малките се хранят с насекоми.

## Размножаване
Снася 2 бели яйца в някоя дупка на дърво.